# Persone di cognome Hardy
| Questa pagina contiene informazioni ricavate automaticamente dalle voci biografiche con l'ausilio del template Bio e di un bot. L'aggiornamento è periodico e automatico e ricostruisce completamente la pagina. Se manca una persona in questa lista, sei pregato di non aggiungerla, ma accertati piuttosto che la sua voce biografica contenga il template Bio e che i dati anagrafici siano correttamente compilati. Se il template Bio manca, inseriscilo tu stesso o, in alternativa, metti l'avviso {{tmp\|Bio}} che ne segnala la mancanza. Se i dati riportati sono sbagliati, correggi direttamente la voce biografica; le modifiche saranno visibili in questa lista entro pochi giorni. Per chiarimenti vedi il progetto biografie. La lista contiene solo le 48 persone che sono citate nell'enciclopedia e per le quali è stato implementato correttamente il template Bio. Pagina aggiornata al 22 ott 2022. |

Questa è una lista di persone presenti nell'enciclopedia che hanno il cognome Hardy, suddivise per attività principale.

## Artisti(1)
- Stacy Hardy, artista, scrittrice e giornalista sudafricana

## Artisti marziali misti(2)
- Dan Hardy, artista marziale misto britannico (Nottingham, n.1982)
- Greg Hardy, artista marziale misto e ex giocatore di football americano statunitense (Millington, n.1988)

## Attori(5)
- Tom Hardy, attore e produttore cinematografico britannico (Londra, n.1977)
- Linda Hardy, attrice e modella francese (Nantes, n.1973)
- Oliver Hardy, attore, comico e cantante statunitense (Harlem, n.1892 - Los Angeles, † 1957)
- Sam Hardy, attore statunitense (New Haven, n.1883 - Hollywood, † 1935)
- Robert Hardy, attore britannico (Cheltenham, n.1925 - Londra, † 2017)

## Attori pornografici(1)
- Shyla Stylez, attrice pornografica canadese (Armstrong, n.1982 - Los Angeles, † 2017)

## Botanici(1)
- Alfred Douglas Hardy, botanico australiano (n.1870 - † 1958)

## Calciatori(2)
- Harry Hardy, calciatore inglese (Stockport, n.1895 - Rugby, † 1969)
- Sam Hardy, calciatore inglese (Chesterfield, n.1883 - Chesterfield, † 1966)

## Canottieri(1)
- Adrien Hardy, canottiere francese (Nîmes, n.1978)

## Cantautori(1)
- Françoise Hardy, cantautrice, scrittrice e attrice francese (Parigi, n.1944)

## Cestisti(6)
- Alan Hardy, ex cestista statunitense (Detroit, n.1957)
- Darrell Hardy, ex cestista statunitense (Houston, n.1945)
- Dwight Hardy, cestista statunitense (New York, n.1986)
- Jaden Hardy, cestista statunitense (Detroit, n.2002)
- James Hardy, cestista statunitense (Knoxville, n.1956 - Long Beach, † 2020)
- Kevin Hardy, cestista statunitense (Lake Charles, n.1993)

## Chirurghi(1)
- James D. Hardy, chirurgo e accademico statunitense (Birmingham, n.1918 - Newala, † 2003)

## Ciclisti su strada(1)
- Romain Hardy, ciclista su strada francese (Flers, n.1988)

## Dermatologi(1)
- Alfred Hardy, dermatologo francese (Parigi, n.1811 - Parigi, † 1893)

## Drammaturghi(1)
- Alexandre Hardy, drammaturgo francese (Parigi, n.1570 - Parigi, † 1632)

## Giocatori di baseball(1)
- J.J. Hardy, giocatore di baseball statunitense (Tucson, n.1982)

## Giocatori di football americano(4)
- Jim Hardy, giocatore di football americano statunitense (Los Angeles, n.1923 - La Quinta, † 2019)
- Justin Hardy, giocatore di football americano statunitense (Vanceboro, n.1991)
- Kevin Hardy, ex giocatore di football americano statunitense (Evansville, n.1973)
- Robert Hardy, ex giocatore di football americano statunitense (Tulsa, n.1956)

## Matematici(1)
- Godfrey Harold Hardy, matematico britannico (Cranleigh, n.1877 - Cambridge, † 1947)

## Militari(3)
- Henry Noel Marryat Hardy, militare inglese (Londra, n.1884 - Svizzera, † 1968)
- Moses Hardy, militare statunitense (Aberdeen, n.1894 - Aberdeen, † 2006)
- Thomas Hardy, I baronetto, ufficiale britannico (Dorset, n.1769 - Greenwich, † 1839)

## Nuotatori(1)
- Jessica Hardy, ex nuotatrice statunitense (Orange, n.1987)

## Pallavolisti(1)
- Meredith Hardy, pallavolista statunitense (Kingsport, n.1993)

## Partigiani(1)
- René Hardy, partigiano e scrittore francese (Mortrée, n.1911 - Melle, † 1987)

## Pittori(1)
- Thomas Hardy, pittore e incisore britannico (Derbyshire, n.1757 - † 1804)

## Poeti(1)
- Thomas Hardy, poeta e scrittore britannico (Upper Bockhampton, n.1840 - Dorchester, † 1928)

## Politici(1)
- Cresent Hardy, politico statunitense (Mesquite, n.1957)

## Rapper(1)
- Big Daddy Kane, rapper statunitense (New York, n.1968)

## Registi(2)
- Corin Hardy, regista inglese (Regno Unito, n.1975)
- Robin Hardy, regista britannico (Surrey, n.1929 - Reading, † 2016)

## Registi teatrali(1)
- Joseph Hardy, regista teatrale statunitense (Carlsbad, n.1929)

## Scrittori(1)
- Janet Hardy, scrittrice e sessuologa statunitense

## Tennisti(1)
- Hugo Hardy, tennista tedesco (Berlino, n.1877 - Berlino, † 1936)

## Wrestler(3)
- Barry Hardy, ex wrestler statunitense (Richmond, n.1962)
- Jeff Hardy, wrestler statunitense (Cameron, n.1977)
- Matt Hardy, wrestler statunitense (Cameron, n.1974)